# Scandic Park Helsinki
L’hôtel InterContinental (finnois : Hotelli InterContinental) après 2000 Scandic Continental puis Scandic Park Helsinki est un hôtel du quartier de Taka-Töölö à Helsinki en Finlande.

## Histoire
L'hôtel est ouvert en 1972 le long de Mannerheimintie, en face du Parc d'Hesperia. 
L'hôtel a été construit pour Nordic Hotell, filiale de Finnair, et le bâtiment de neuf étages a été conçu par l'architecte Jouko Ylihannu. 
La même année 1972, l'hôtel Hesperia a aussi été achevé à côté de l'hôtel InterContinental. 
Les deux hôtels ont hébergé les hôtes des réunions de l'Conférence sur la sécurité et la coopération en Europe (OSCE) qui se sont tenues à Helsinki en 1973 et 1975,.
Derrière le projet hôtelier se trouvent la compagnie aérienne finlandaise Finnair, la chaîne hôtelière InterContinental de la compagnie aérienne américaine Pan Am et la coopérative finlandaise OTK (fi), devenue partenaire. Jusqu'en 1968, la société d'État Yhtyneet Ravintolat et SOK étaient également impliquées dans le projet et HOK-Elanto, qui en fait partie, a pu construire son propre hôtel Hesperia à côté.
Helsinki souhaitait disposer d'un hôtel de luxe international pour les touristes américains après que Finnair eut ouvert de nouvelles liaisons aériennes régulières vers l'Amérique du Nord dans les années 1960. Le projet fut jugé si urgent que les travaux de fondation de l'hôtel commencèrent au printemps 1969, six mois avant l'octroi du permis de construire. 
Lors de la construction de l'hôtel en février 1970, Finnair a négocié avec Pan Am, Intourist et Aeroflot au sujet de la possibilité de construire un hôtel InterContinental à Leningrad, mais le projet ne s'est pas concrétisé.
L'hôtel InterContinental a ouvert ses portes le 15 janvier 1972.
L'hôtel comptait initialement 293 chambres. 
Après l'achèvement de l'aile supplémentaire en août 1984, il y avait 555 chambres et près de 1 100 lits. L'Intercontinental fut pendant longtemps le plus grand hôtel de Finlande et des Pays nordiques,.
Les architectes d'intérieur de l'hôtel comprenaient, entre autres, Ilmari Tapiovaara. 
Le bureau Finnair se trouvaient dans l'hôtel et le terminus des bus Finnair se trouvaient devant l'hôtel.
L'hôtel compte actuellement 523 chambres, un bar, un restaurant, des salles de réunion, une piscine et une salle de fitness.

## La zone avant les hôtels
À la fin du XVIIIe siècle, un hôpital militaire et un entrepôt ont été construits sur le site des hôtels actuels Scandic Park et du Crowne Plaza, le long de la route menant à la ville d'Helsinki mais toujours clairement en dehors de la ville. 
Plus tard, à l'époque du Grand-duché de Finlande, des casernes pour l'artillerie ont été construites dans la région, et la zone est devenue connue sous le nom de Tykistöpiha (en finnois : Cours de l'Artillerie), ce qui est encore évoqué par le nom de la rue Tykistökatu (en finnois : rue de l'Artillerie) à proximité.
Après l'indépendance de la Finlande, la ville d'Helsinki a acheté l'îlot urbain avec ses bâtiments, qui se trouvaient déjà au milieu de la zone des nouveaux immeubles de Töölö. 
Après cela, la plupart des anciens bâtiments de la cour d'artillerie ont longtemps été utilisés par les installations sanitaires municipales,.
Cependant, le bâtiment en pierre situé à la limite nord de l'îlot, sur le site de l'actuel Crowne Plaza, le long de Kivelänkatu, a servi d'abord de jardin d'enfants, puis de bibliothèque de Töölö à partir de 1937, jusqu'à ce que l'ensemble des anciens bâtiments du quartier soit démoli en 1968 pour faire place à la construction d'hôtels sur le site.
Le zonage de l'îlot Tykistöpiha, qui était auparavant prévu comme emplacement pour des bâtiments culturels, y construite les grands hôtels avait suscité à l'époque des critiques. 
Cependant, le projet a bénéficié du ferme soutien de la municipalité d'Helsinki et seuls le SKDL et le TPSL s'y sont opposés au conseil municipal. 
On a prétendu que l'OTK (fi), un mouvement coopératif progressiste, avait été associé au projet afin d'obtenir le soutien des sociaux-démocrates.

## Galerie

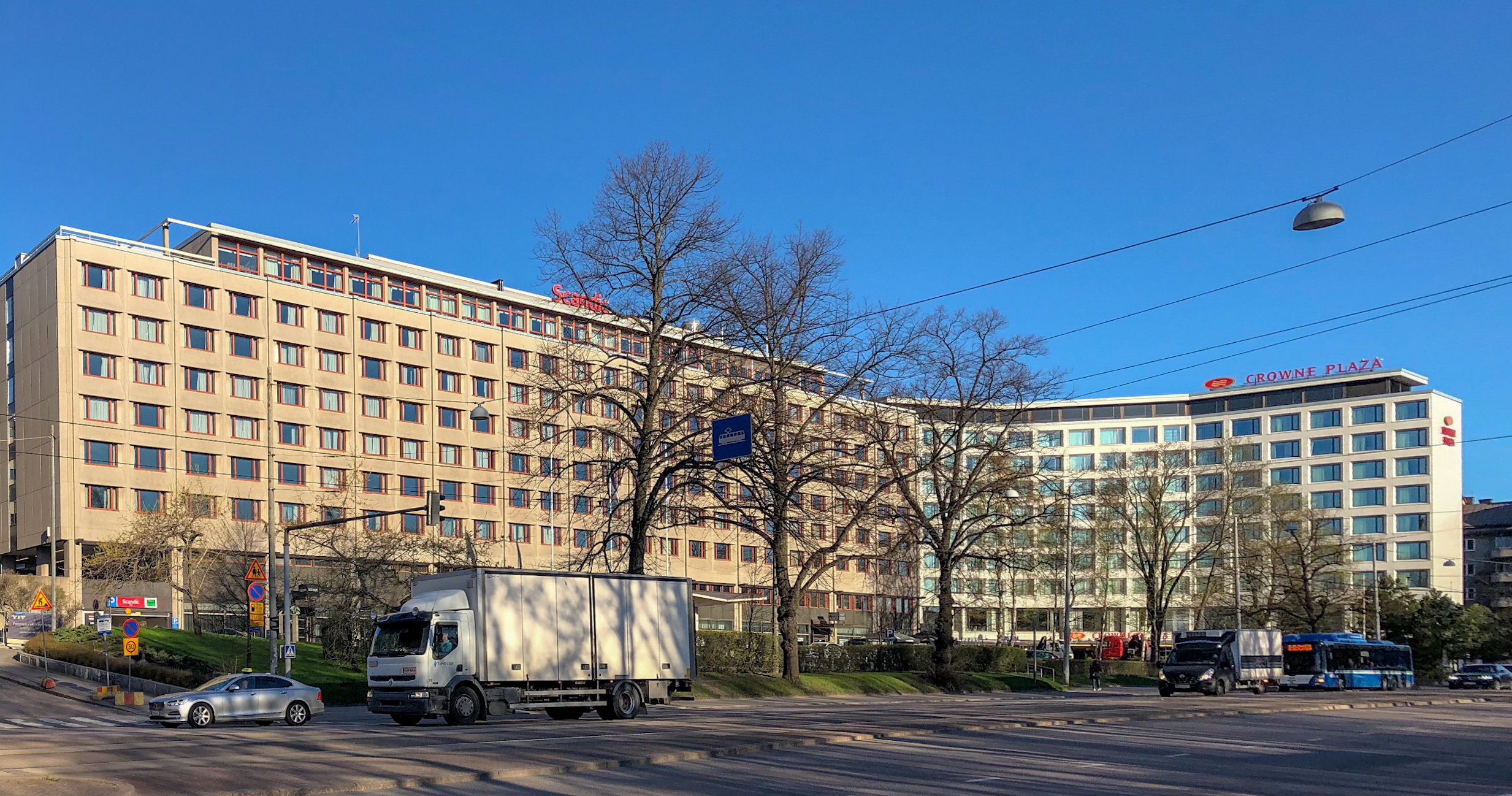
Les hôtels Scandic Park et Crown Plaza.
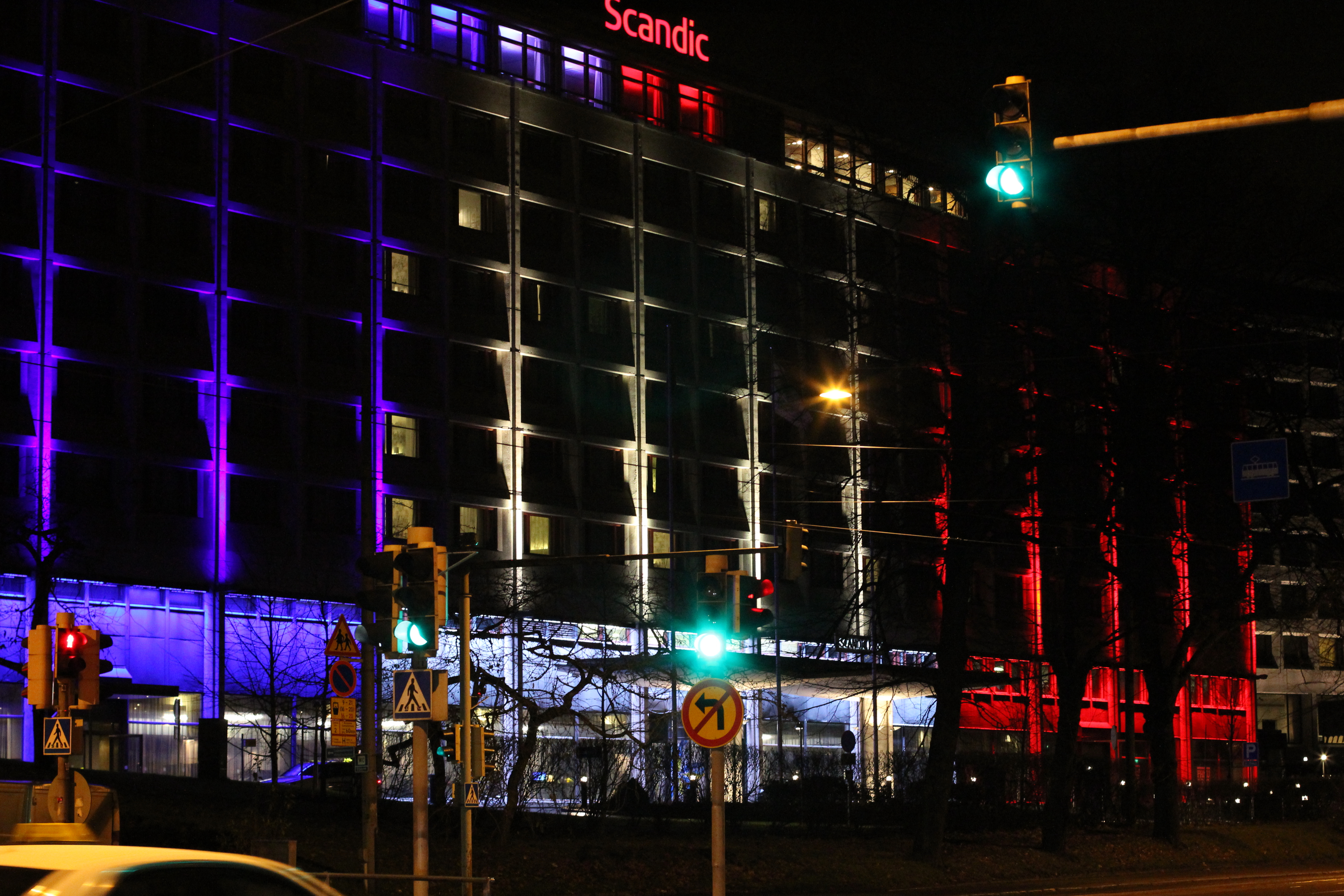
Illumination de l'hôtel à la suite des attentats terroristes de Paris du 13 novembre 2015.